# Bloedrugvliegenvanger
De bloedrugvliegenvanger (Eugerygone rubra) is een zangvogel uit de familie Petroicidae (Australische vliegenvangers).

## Herkenning
De vogel is 11 cm lang. Het mannetje heeft een opvallende rode rug (vandaar de Nederlandse naam). Verder is de vogel grijsbruin, van onderen lichter. Het vrouwtje en onvolwassen vogels missen de rode rug. In alle kleden hebben de vogels een lichte vleugelstreep en wit op het einde van de staart.

## Verspreiding en leefgebied
Deze soort is endemisch in de bergen van Nieuw-Guinea. De vogel komt voor in tropisch bos in de bergen op hoogten tussen 1750-2500 meter boven zeeniveau.

## Status
De grootte van de populatie is niet gekwantificeerd maar de soort wordt omschreven als schaars tot zeldzaam. Op de Rode lijst van de IUCN heeft deze soort de status niet bedreigd.